# Tre soldi nella fontana
Tre soldi nella fontana (Three Coins in the Fountain) è un film del 1954 diretto da Jean Negulesco.

## Trama
Tre segretarie americane incontrano l'amore nella Città Eterna: Anita convola a giuste nozze con il collega Giorgio, Maria conquista il principe Dino, Frances conquista Shadwell il suo datore di lavoro. 
Tratto da un romanzo di John H. Secondari, fu uno dei grandi successi degli anni '50.
Il nome di uno dei personaggi della versione originale in inglese, Prince Dino di Cessi, nella versione in italiano fu opportunamente modificato in Principe Dino Dessi.

## Riconoscimenti
- 1955 - Premio Oscar
  - Migliore fotografia a Milton R. Krasner
  - Miglior canzone (Three Coins In The Fountain) a Jule Styne e Sammy Cahn
  - Candidatura Miglior film a Sol C. Siegel